# Carlos Wyffels
Carlos Wyffels (né à Gentbrugge le 3 janvier 1922 et mort à Furnes le 13 décembre 2003) est un historien et archiviste général belge de 1968 à 1987. 

## Biographie
Carlos Wyffels étudie à partir de 1942 à l'université de Gand, sous la direction de son maître Hans Van Werveke. Il effectue une thèse intitulée De oorsprong der ambachten in Vlaanderen en Brabant. En 1948 il est nommé archiviste au dépôt des archives générales du royaume de Gand. Vingt ans plus tard il est nommé archiviste général, un poste qu'il occupe jusqu'à son départ à la pension en 1987. 

## Activités
Wyffels est membre de différentes sociétés et associations, ce qui témoigne de son activité importante. Il est ainsi fait membre le 6 mars 1971 de la Commission royale d'histoire. À partir du 1er avril 1976, il en est membre ordinaire. Du 28 avril 1979 au 20 juin 1981 il y remplit la fonction de secrétaire. Le 15 mai 1997, il en devient membre d'honneur. Tout comme l'archiviste général qui l'a précédé, il joue un rôle significatif dans le comité international des archives. De 1972 à 1974, il est membre du comité de direction de celui-ci. Il en est ensuite secrétaire général jusque 1982. De 1983 à 1984, il exerce la fonction de président.